# Почвенный щелкун
Почвенный щелкун (лат. Lacon funebris) — вид щелкунов из подсемейства Agrypninae.

## Распространение
Почвенный щелкун распространён на юге Средней Азии.

## Описание

### Проволочник
Проволочник в длину достигает 30 мм. Диск площадки каудального сегмента густо усеян крупными хитинизированными бугорками, с двумя парами крупных бугорковидных пар. Задняя полость лобной пластинки в вершинной трети сильно сужена и пальцевидно оттянута.

## Экология
Проволочники живут в почве.